# Satz vom ausgeschlossenen Dritten
Der Satz vom ausgeschlossenen Dritten (lateinisch tertium non datur wörtlich „ein Drittes ist nicht gegeben“ oder „ein Drittes gibt es nicht“; englisch Law of the Excluded Middle, LEM) oder Prinzip des zwischen zwei kontradiktorischen Gegensätzen stehenden ausgeschlossenen Mittleren (lat. principium exclusi tertii sive medii inter duo contradictoria) ist ein logisches Grundprinzip und Axiom, das besagt, dass für eine beliebige Aussage nur die Aussage selbst oder ihr (komplementäres) Gegenteil gelten kann; eine dritte Möglichkeit, also dass lediglich etwas Mittleres gilt, das weder die Aussage ist noch ihr Gegenteil, sondern irgendetwas dazwischen, kann es nicht geben. In der modernen formalen Logik besagt der Satz vom ausgeschlossenen Dritten, dass für eine beliebige Aussage {\displaystyle P} die Aussage {\displaystyle P\lor \neg P} („{\displaystyle P} oder nicht {\displaystyle P}“) gilt.
Dieser Grundsatz ist zu unterscheiden vom Prinzip der Zweiwertigkeit, das aussagt, dass jede Aussage entweder wahr oder falsch ist, d. h., dass semantisch jeder Formel genau einer von zwei Wahrheitswerten zugewiesen wird (im Unterschied zur mehrwertigen Logik).
Der Satz vom ausgeschlossenen Dritten darf nicht verwechselt werden mit dem Satz vom Widerspruch, der besagt, dass eine Aussage und ihr Gegenteil nicht gleichzeitig gelten können, d. h., dass für eine beliebige Aussage {\displaystyle P} die Aussage {\displaystyle \neg (P\wedge \neg P)} („nicht gleichzeitig {\displaystyle P} und nicht {\displaystyle P}“) gilt. Der Satz vom ausgeschlossenen Dritten für sich genommen verhält sich neutral zu dieser Behauptung. Sofern jedoch zusätzlich die Schlussregeln der klassischen Logik und insbesondere das Gesetz der doppelten Negation zur Verfügung stehen, so folgt der eine Satz trivial aus dem anderen und umgekehrt.

## Logik
In der modernen formalen Logik bezieht sich der Satz vom ausgeschlossenen Dritten auf eine Aussage und deren Satzverneinung. Er besagt, dass für eine beliebige Aussage P die Aussage {\displaystyle P\lor \neg P} (P oder nicht P) gilt. Das bekannteste logische System, in dem der Satz vom ausgeschlossenen Dritten gilt, ist die klassische Logik.
Wenn z. B. P die Aussage
Hans ist blond.
bezeichnet, dann gilt die Disjunktion
Hans ist blond oder es ist nicht der Fall, dass Hans blond ist.
Der Satz vom ausgeschlossenen Dritten sagt jedoch nichts darüber aus, ob P selbst gilt oder nicht.
Der Satz vom ausgeschlossenen Dritten ist nicht auf zweiwertige Logiken beschränkt, es gibt auch einige mehrwertige Logiken, in denen er gilt. Umgekehrt gibt es jedoch auch zwei- und mehrwertige Logiken, in denen er nicht gilt. Einige Schlussregelkalküle, in denen er nicht gilt, ersetzen die Regel {\displaystyle \neg \neg A\to A} durch die schwächere {\displaystyle A\land \neg A\to B} (ex falso quodlibet).

### Interpretation
Interpretiert man den Satz vom ausgeschlossenen Dritten innerhalb der klassischen Logik (mit einer zweiwertigen Booleschen Algebra), dann ist er eine Tautologie, also unabhängig von der Wahl von {\displaystyle P} und unabhängig von dessen innerer Struktur wahr.
In logischen Systemen, in denen die atomaren Sätze und die Junktoren (Konnektive) anders interpretiert werden, ist dies nicht notwendigerweise der Fall. Zum Beispiel interpretiert die intuitionistische Logik die Aussage {\displaystyle G\lor \neg G} als die Existenz eines Beweises oder einer Widerlegung für die Aussage G. Da sehr viele konkrete Aussagen (z. B. die Kontinuumshypothese) weder beweisbar noch widerlegbar sind, gilt bei dieser Interpretation Tertium non datur nicht allgemein. Entsprechend sind Kalküle für solche logischen Systeme so konstruiert, dass der Satz {\displaystyle G\lor \neg G} dort nicht gilt.
Umgekehrt kann man den Satz vom ausgeschlossenen Dritten in solchen Logiken bei Bedarf zusätzlich voraussetzen. Damit ist eine solche Logik allgemeiner und erlaubt mehr Interpretationen als die klassische. Eine dieser Interpretationen ist der Curry-Howard-Isomorphismus, der sich speziell im Bereich des maschinengestützten Beweisens auch praktisch als tragfähig erwiesen hat.

### Abgrenzung
Ob innerhalb eines bestimmten logischen Systems der Satz vom ausgeschlossenen Dritten gilt, kann anhand des zugrundegelegten Kalküls rein formal untersucht werden.
Von dieser rein formalen Fragestellung klar zu unterscheiden sind philosophische Fragestellungen, z. B. die metaphysische Frage, durch welche Art von logischem System (mit oder ohne Tertium non datur) sich die Wirklichkeit beschreiben lässt; oder die pragmatische Frage, mit welcher Art von logischem System sich etwa die Mathematik möglichst einfach vorantreiben lässt. Hinsichtlich dieser Fragen wurden unter anderem im Grundlagenstreit rege Diskussionen geführt.

## Philosophie
Der Satz vom ausgeschlossenen Dritten hat eine lange philosophiegeschichtliche Tradition; in der traditionellen Logik gilt er als allgemein anerkanntes drittes Gesetz des Denkens und wird teils als ontologisches, teils als erkenntnistheoretisches Prinzip angesehen.
Als ontologisches Prinzip bedeutet er, dass es zwischen Sein und Nichtsein kein Drittes gibt.
Den ersten gut bekannten Einwand gegen die Allgemeingültigkeit des Satzes vom ausgeschlossenen Dritten lieferte Aristoteles (De interpretatione, Kapitel 7–9). Sein Argument ist, dass für Aussagen über die Zukunft wie den Satz „Morgen wird eine Seeschlacht stattfinden“ das Prinzip vom ausgeschlossenen Dritten nicht gelte, weil der Verlauf der Zukunft noch offen sei und eine Aussage über Zukünftiges daher weder wahr noch falsch sein könne.

## Ablehnung
Wer den Satz (oder das Prinzip) vom ausgeschlossenen Dritten ablehnt oder kritisiert, behauptet nicht notwendig, dass es etwas Drittes gibt, sondern er lehnt logische Schlüsse ab, bei denen man aus der Logik und nicht aus den Tatsachen über den jeweiligen wissenschaftlichen Gegenstand etwas für wahr oder existent hält. Eine solche Kritik wurde zu Beginn des 20. Jahrhunderts sehr polemisch geäußert. Der Mathematiker, Logiker und Philosoph Luitzen Egbertus Jan Brouwer kritisierte besonders aus dem Satz vom ausgeschlossenen Dritten ableitbare Aussagen der Form:
Wenn für kein x gilt: nicht A(x), dann gilt für alle x: A(x).
Brouwer stellte intuitionistische Logikkalküle auf, in denen der Satz vom ausgeschlossenen Dritten nicht ableitbar ist. Relevant wird eine Ablehnung des Satzes bezüglich der Mathematik bei Aussagen über Unendliches und außerhalb der Mathematik bezüglich zukünftiger oder vergangener Ereignisse, wenn man von Wahrheit als gesichertem Wissen ausgeht (siehe auch Methodischer Konstruktivismus). Ein Beispiel ist die Behauptung: „Entweder war die Welt schon immer da oder sie hat irgendwann angefangen“, die den Satz vom ausgeschlossenen Dritten braucht, um nach diesem Wahrheitsverständnis wahr zu sein.
Eine innermathematisch-pragmatische Ablehnung ist dann nötig, wenn man etwa das Werkzeug der intuitionistischen Logik dafür einsetzen will, über komplexe Objekte in einfacher Weise sprechen zu können. So schreibt etwa Ieke Moerdijk:

„In the first half of this century, the interest in intuitionistic logic and mathematics was mainly of a philosophical and foundational nature. More recently, it has become apparent that intuitionistic logic or some variant thereof is often the right logic to use in theories of computing. And intuitionistic logic has been shown to be more intimately connected to ‘mainstream mathematics’ through the stunning discovery by F. W. Lawvere and M. Tierney that Grothendieck’s sheaf theory and intuitionistic set theory are essentially the same thing.“

„In der ersten Hälfte dieses Jahrhunderts war das Interesse an intuitionistischer Logik und Mathematik hauptsächlich philosophischer und grundlegender Natur. In jüngerer Zeit hat sich gezeigt, dass die intuitionistische Logik oder eine Variante davon oft die richtige Logik für die Berechenbarkeitstheorie ist. Und es hat sich gezeigt, dass die intuitionistische Logik durch die verblüffende Entdeckung von F. W. Lawvere und M. Tierney, dass Grothendiecks Garbentheorie und die intuitionistische Mengenlehre im Wesentlichen dasselbe sind, noch enger mit der ‚Mainstream-Mathematik‘ verbunden ist.“

Ein interessantes Problem hierbei ist, dass das Prinzip vom ausgeschlossenen Dritten durch Axiome der Mengenlehre beweisbar werden kann, auch wenn die zugrundeliegende Logik allein das Prinzip nicht zur Verfügung stellt. Auf das Auswahlaxiom muss deshalb in der Regel verzichtet werden, und an die Stelle der üblichen Formulierungen des Fundierungsaxioms tritt die Forderung, dass Epsilon-Induktion möglich ist.

## Volkstümliche Formulierung
Eine volkstümliche Formulierung des Satzes vom ausgeschlossenen Dritten findet sich in der scherzhaften Bauernregel: „Wenn der Hahn kräht auf dem Mist, ändert sich das Wetter oder es bleibt, wie es ist.“